# كارلوس ميغيل بن
كارلوس ميغيل بن (بالإسبانية: Carlos Miguel Benn)‏ هو متسابق يخت أرجنتيني، ولد في 23 سبتمبر 1924، وتوفي في مارس 2014.

## وصلات خارجية
- كارلوس ميغيل بن على موقع أوليمبيديا (الإنجليزية)